# ميرفن ماثيو
ميرفن ماثيو (1985 بدومينيكا - ) (بالإنجليزية: Mervin Matthew)‏ هو لاعب كريكت دومينيكي. شارك مع Windward Islands cricket team ‏.